# Premi e riconoscimenti delle Blackpink
Questa è una lista dei premi e dei riconoscimenti ricevuti dalle Blackpink.

## Cerimonie di premiazione
| Premio                                 | Anno                                      | Categoria                                               | Ricevente                         | Risultato       | Fonti                   |
| -------------------------------------- | ----------------------------------------- | ------------------------------------------------------- | --------------------------------- | --------------- | ----------------------- |
| Anugerah Bintang Popular Berita Harian | 2019                                      | Artista coreano popolare                                | Blackpink                         | Candidato/a     | [ 1 ]                   |
| APAN Music Award                       | 2020                                      | Miglior gruppo femminile globale                        | Blackpink                         | Vincitore/trice | [ 2 ]                   |
| APAN Music Award                       | 2020                                      | Miglior video musicale                                  | Blackpink                         | Vincitore/trice | [ 2 ]                   |
| APAN Music Award                       | 2020                                      | Top 10                                                  | Blackpink                         | Candidato/a     | [ 3 ]                   |
| APAN Music Award                       | 2020                                      | Miglior gruppo femminile (domestico)                    | Blackpink                         | Candidato/a     | [ 4 ]                   |
| APAN Music Award                       | 2020                                      | Miglior performance                                     | Blackpink                         | Candidato/a     | [ 5 ]                   |
| APAN Music Award                       | 2020                                      | Premio KT Seezn Star – Cantanti                         | Blackpink                         | Candidato/a     | [ 6 ]                   |
| Asia Artist Award                      | 2016                                      | Premio principianti                                     | Blackpink                         | Vincitore/trice | [ 7 ]                   |
| Asia Artist Award                      | 2016                                      | Premio popolarità – Musica                              | Blackpink                         | Candidato/a     | [ 8 ]                   |
| Asia Artist Award                      | 2017                                      | Premio popolarità – Musica                              | Blackpink                         | Candidato/a     | [ 9 ]                   |
| Asia Artist Award                      | 2018                                      | Premio popolarità – Musica                              | Blackpink                         | Candidato/a     | [ 10 ]                  |
| Asia Artist Award                      | 2019                                      | Premio popolarità AAA X Dongnam Media & FPT Polytechnic | Blackpink                         | Candidato/a     | [ 11 ]                  |
| Asia Artist Award                      | 2019                                      | Premio popolarità StarNews – Gruppi femminili           | Blackpink                         | Candidato/a     | [ 12 ]                  |
| Asia Artist Award                      | 2020                                      | Premio popolarità AAA x Choeaedol – Donne               | Blackpink                         | Candidato/a     | [ 13 ]                  |
| Bravo Otto                             | 2019                                      | Miglior K-pop (oro)                                     | Blackpink                         | Vincitore/trice | [ 14 ]                  |
| Bravo Otto                             | 2020                                      | Miglior K-pop (oro)                                     | Blackpink                         | Vincitore/trice | [ 15 ]                  |
| BreakTudo Awards                       | 2018                                      | Gruppo K-pop preferito                                  | Blackpink                         | Candidato/a     | [ 16 ]                  |
| BreakTudo Awards                       | 2018                                      | Gruppo K-pop femminile                                  | Blackpink                         | Candidato/a     | [ 16 ]                  |
| BreakTudo Awards                       | 2018                                      | Video dell'anno                                         | "Ddu-Du Ddu-Du"                   | Candidato/a     | [ 16 ]                  |
| BreakTudo Awards                       | 2019                                      | Video boom dell'anno                                    | "Kill This Love"                  | Vincitore/trice | [ 17 ]                  |
| BreakTudo Awards                       | 2019                                      | Collaborazione dell'anno                                | "Kiss and Make Up" (con Dua Lipa) | Vincitore/trice | [ 17 ]                  |
| BreakTudo Awards                       | 2019                                      | Video musicale internazionale dell'anno                 | "Kill This Love"                  | Vincitore/trice | [ 17 ]                  |
| BreakTudo Awards                       | 2019                                      | Gruppo femminile K-pop                                  | Blackpink                         | Vincitore/trice | [ 17 ]                  |
| BreakTudo Awards                       | 2020                                      | Collaborazione dell'anno                                | "Sour Candy" (con Lady Gaga)      | Candidato/a     | [ 18 ]                  |
| BreakTudo Awards                       | 2020                                      | Fandom internazionale                                   | Blackpink                         | Candidato/a     | [ 18 ]                  |
| BreakTudo Awards                       | 2020                                      | Gruppo internazionale                                   | Blackpink                         | Candidato/a     | [ 18 ]                  |
| BreakTudo Awards                       | 2020                                      | Video musicale internazionale                           | "How You Like That"               | Candidato/a     | [ 18 ]                  |
| BreakTudo Awards                       | 2020                                      | Gruppo femminile K-pop                                  | Blackpink                         | Candidato/a     | [ 18 ]                  |
| E! People's Choice Award               | 2019                                      | Tour dell'anno                                          | Blackpink World Tour in Your Area | Vincitore/trice | [ 19 ]                  |
| E! People's Choice Award               | 2019                                      | Gruppo dell'anno                                        | Blackpink                         | Vincitore/trice | [ 19 ]                  |
| E! People's Choice Award               | 2019                                      | Video musicale dell'anno                                | "Kill This Love"                  | Vincitore/trice | [ 19 ]                  |
| E! People's Choice Award               | 2020                                      | Gruppo dell'anno                                        | Blackpink                         | Candidato/a     | [ 20 ]                  |
| E! People's Choice Award               | 2020                                      | Video musicale dell'anno                                | "Ice Cream" (con Selena Gomez)    | Candidato/a     | [ 20 ]                  |
| Elle Style Award                       | 2018                                      | Icone K-Style                                           | Blackpink                         | Vincitore/trice | [ 23 ]                  |
| The Fact Music Award                   | 2020                                      | Premio popolarità TMA                                   | Blackpink                         | Candidato/a     | [ 24 ]                  |
| Circle Chart Music Award               | 2017                                      | Principiante dell'anno                                  | Blackpink                         | Vincitore/trice | [ 25 ]                  |
| Circle Chart Music Award               | 2017                                      | Canzone dell'anno – Agosto                              | "Whistle"                         | Vincitore/trice | [ 25 ]                  |
| Circle Chart Music Award               | 2017                                      | Canzone dell'anno – Novembre                            | "Playing with Fire"               | Vincitore/trice | [ 25 ]                  |
| Circle Chart Music Award               | 2018                                      | Premio principianti mondiali                            | Blackpink                         | Vincitore/trice | [ 26 ]                  |
| Circle Chart Music Award               | 2019                                      | Canzone dell'anno – Giugno                              | "Ddu-Du Ddu-Du"                   | Vincitore/trice | [ 27 ]                  |
| Circle Chart Music Award               | 2019                                      | Canzone dell'anno – Giugno                              | "Forever Young"                   | Candidato/a     | [ 28 ]                  |
| Circle Chart Music Award               | 2020                                      | Album dell'anno – Secondo trimestre                     | Kill This Love                    | Candidato/a     | [ 29 ]                  |
| Circle Chart Music Award               | 2020                                      | Canzone dell'anno – Aprile                              | "Kill This Love"                  | Candidato/a     | [ 30 ]                  |
| Circle Chart Music Award               | 2021                                      | Mubeat Global Choice Award - donne                      | Blackpink                         | In attesa       | [ 31 ]                  |
| Circle Chart Music Award               | 2021                                      | Canzone dell'anno – Giugno                              | "How You Like That"               | In attesa       | [ 32 ]                  |
| Circle Chart Music Award               | 2021                                      | Canzone dell'anno – Agosto                              | "Ice Cream" (con Selena Gomez)    | In attesa       | [ 32 ]                  |
| Circle Chart Music Award               | 2021                                      | Canzone dell'anno – Ottobre                             | "Lovesick Girls"                  | In attesa       | [ 32 ]                  |
| Genie Music Award                      | 2018                                      | Artista dell'anno                                       | Blackpink                         | Candidato/a     | [ 33 ]                  |
| Genie Music Award                      | 2018                                      | Traccia dance (donne)                                   | "Ddu-Du Ddu-Du"                   | Candidato/a     | [ 33 ]                  |
| Genie Music Award                      | 2018                                      | Premio gruppo femminile                                 | Blackpink                         | Candidato/a     | [ 33 ]                  |
| Genie Music Award                      | 2018                                      | Premio popolarità                                       | Blackpink                         | Candidato/a     | [ 33 ]                  |
| Genie Music Award                      | 2018                                      | Canzone dell'anno                                       | "Ddu-Du Ddu-Du"                   | Candidato/a     | [ 33 ]                  |
| Genie Music Award                      | 2019                                      | Artista dell'anno                                       | Blackpink                         | Candidato/a     | [ 34 ]                  |
| Genie Music Award                      | 2019                                      | Premio gruppo femminile                                 | Blackpink                         | Candidato/a     | [ 34 ]                  |
| Genie Music Award                      | 2019                                      | Premio popolarità globale                               | Blackpink                         | Candidato/a     | [ 34 ]                  |
| Genie Music Award                      | 2019                                      | Performing Artist (donne)                               | Blackpink                         | Candidato/a     | [ 34 ]                  |
| Genie Music Award                      | 2019                                      | Premio popolarità                                       | Blackpink                         | Candidato/a     | [ 34 ]                  |
| Genie Music Award                      | 2020                                      | Artista dell'anno                                       | Blackpink                         | In attesa       | [ 35 ]                  |
| Golden Disc Award                      | 2017                                      | Nuovo artista dell'anno                                 | Blackpink                         | Vincitore/trice | [ 36 ]                  |
| Golden Disc Award                      | 2017                                      | Premio popolarità "scelta dell'Asia"                    | Blackpink                         | Candidato/a     | [ 37 ]                  |
| Golden Disc Award                      | 2017                                      | Bonsang – sezione canzoni                               | "Whistle"                         | Candidato/a     | [ 38 ]                  |
| Golden Disc Award                      | 2018                                      | Bonsang – sezione canzoni                               | "As If It's Your Last"            | Vincitore/trice | [ 39 ]                  |
| Golden Disc Award                      | 2018                                      | Daesang – sezione canzoni                               | "As If It's Your Last"            | Candidato/a     | [ 40 ]                  |
| Golden Disc Award                      | 2018                                      | Artista più popolare                                    | Blackpink                         | Candidato/a     | [ 40 ]                  |
| Golden Disc Award                      | 2019                                      | Premio artisti di Cosmopolitan                          | Blackpink                         | Vincitore/trice | [ 41 ]                  |
| Golden Disc Award                      | 2019                                      | Bonsang – sezione canzoni                               | "Ddu-Du Ddu-Du"                   | Vincitore/trice | [ 41 ]                  |
| Golden Disc Award                      | 2019                                      | Daesang – sezione canzoni                               | "Ddu-Du Ddu-Du"                   | Candidato/a     | [ 42 ]                  |
| Golden Disc Award                      | 2019                                      | Artista più popolare                                    | Blackpink                         | Candidato/a     | [ 43 ]                  |
| Golden Disc Award                      | 2020                                      | Bonsang – sezione canzoni                               | "Kill This Love"                  | Candidato/a     | [ 44 ]                  |
| Golden Disc Award                      | 2020                                      | Artista più popolare                                    | Blackpink                         | Candidato/a     | [ 45 ]                  |
| Golden Disc Award                      | 2021                                      | Bonsang – sezione album                                 | The Album                         | Vincitore/trice | [ 46 ]                  |
| Golden Disc Award                      | 2021                                      | Bonsang – sezione canzoni                               | "How You Like That"               | Vincitore/trice | [ 47 ]                  |
| Golden Disc Award                      | 2021                                      | Daesang – sezione album                                 | The Album                         | Candidato/a     | [ 48 ]                  |
| Golden Disc Award                      | 2021                                      | Daesang – sezione canzoni                               | "How You Like That"               | Candidato/a     | [ 48 ]                  |
| Golden Disc Award                      | 2021                                      | Curaprox Most Popular Artist                            | Blackpink                         | Candidato/a     | [ 48 ]                  |
| Golden Disc Award                      | 2021                                      | QQ Music Fan's Choice K-Pop Artist                      | Blackpink                         | Candidato/a     | [ 49 ]                  |
| Hallyu K Fans' Choice Awards           | 2016                                      | Miglior gruppo femminile                                | Blackpink                         | Vincitore/trice | [ 50 ]                  |
| Hallyu K Fans' Choice Awards           | 2016                                      | Miglior gruppo principiante                             | Blackpink                         | Vincitore/trice | [ 50 ]                  |
| iHeartRadio Music Awards               | 2020                                      | Coreografia preferita                                   | "Kill This Love"                  | Vincitore/trice | [ 51 ]                  |
| iHeartRadio Music Awards               | 2020                                      | Miglior video musicale                                  | "Kill This Love"                  | Candidato/a     | [ 52 ]                  |
| Japan Gold Disc Award                  | 2018                                      | Top 3 nuovi artisti (Asia)                              | Blackpink                         | Vincitore/trice | [ 53 ]                  |
| Joox Thailand Music Award              | 2018                                      | Artista K-pop dell'anno                                 | Blackpink                         | Candidato/a     | [ 54 ]                  |
| Joox Thailand Music Award              | 2019                                      | Artista K-pop dell'anno                                 | Blackpink                         | Candidato/a     | [ 55 ]                  |
| Joox Thailand Music Award              | 2020                                      | Artista K-pop dell'anno                                 | Blackpink                         | Vincitore/trice | [ 56 ]                  |
| Korea First Brand Award                | 2021                                      | Idol femminile dell'anno                                | Blackpink                         | Vincitore/trice | [ 58 ]                  |
| Korea Popular Music Awards             | 2018                                      | Artista dell'anno                                       | Blackpink                         | Candidato/a     | [ 60 ]                  |
| Korea Popular Music Awards             | 2018                                      | Miglior ballo femminile                                 | "Ddu-Du Ddu-Du"                   | Candidato/a     | [ 60 ]                  |
| Korea Popular Music Awards             | 2018                                      | Premio popolarità                                       | Blackpink                         | Candidato/a     | [ 61 ]                  |
| Korea Popular Music Awards             | 2018                                      | Canzone dell'anno                                       | "Ddu-Du Ddu-Du"                   | Candidato/a     | [ 60 ]                  |
| Melon Music Awards                     | 2016                                      | Miglior nuovo artista                                   | Blackpink                         | Vincitore/trice | [ 62 ]                  |
| Melon Music Awards                     | 2016                                      | Top 10 artisti                                          | Blackpink                         | Candidato/a     | [ 63 ]                  |
| Melon Music Awards                     | 2017                                      | Miglior ballo – donne                                   | "As If It's Your Last"            | Candidato/a     | [ 64 ]                  |
| Melon Music Awards                     | 2017                                      | Stella popolare su Kakao                                | Blackpink                         | Candidato/a     | [ 64 ]                  |
| Melon Music Awards                     | 2017                                      | Canzone dell'anno                                       | "As If It's Your Last"            | Candidato/a     | [ 64 ]                  |
| Melon Music Awards                     | 2017                                      | Top 10 artisti                                          | Blackpink                         | Candidato/a     | [ 64 ]                  |
| Melon Music Awards                     | 2018                                      | Miglior ballo – donne                                   | "Ddu-Du Ddu-Du"                   | Vincitore/trice | [ 62 ]                  |
| Melon Music Awards                     | 2018                                      | Top 10 artisti                                          | Blackpink                         | Vincitore/trice | [ 62 ]                  |
| Melon Music Awards                     | 2018                                      | Album dell'anno                                         | Square Up                         | Candidato/a     |                         |
| Melon Music Awards                     | 2018                                      | Artista dell'anno                                       | Blackpink                         | Candidato/a     | [ 62 ]                  |
| Melon Music Awards                     | 2018                                      | Stella popolare su Kakao                                | Blackpink                         | Candidato/a     |                         |
| Melon Music Awards                     | 2018                                      | Canzone dell'anno                                       | "Ddu-Du Ddu-Du"                   | Candidato/a     |                         |
| Melon Music Awards                     | 2019                                      | Miglior traccia Rap/Hip Hop                             | "Kill This Love"                  | Candidato/a     |                         |
| Melon Music Awards                     | 2019                                      | Top 10 artisti                                          | Blackpink                         | Candidato/a     | [ 65 ]                  |
| Melon Music Awards                     | 2020                                      | Miglior ballo – donne                                   | "How You Like That"               | Vincitore/trice | [ 66 ]                  |
| Melon Music Awards                     | 2020                                      | Top 10 artisti                                          | Blackpink                         | Vincitore/trice | [ 67 ]                  |
| Melon Music Awards                     | 2020                                      | Album dell'anno                                         | The Album                         | Candidato/a     | [ 68 ]                  |
| Melon Music Awards                     | 2020                                      | Artista dell'anno                                       | Blackpink                         | Candidato/a     | [ 69 ]                  |
| Melon Music Awards                     | 2020                                      | Premio popolarità tra i netizen                         | Blackpink                         | Candidato/a     | [ 70 ]                  |
| Melon Music Awards                     | 2020                                      | Canzone dell'anno                                       | "How You Like That"               | Candidato/a     | [ 71 ]                  |
| Meus Prêmios Nick                      | 2018                                      | Fandom dell'anno                                        | Blackpink                         | Candidato/a     | [ 72 ]                  |
| Meus Prêmios Nick                      | 2018                                      | Artista internazionale preferito                        | Blackpink                         | Candidato/a     | [ 72 ]                  |
| Meus Prêmios Nick                      | 2019                                      | Fandom dell'anno                                        | Blackpink                         | Candidato/a     | [ 73 ]                  |
| Meus Prêmios Nick                      | 2019                                      | Artista internazionale preferito                        | Blackpink                         | Candidato/a     | [ 73 ]                  |
| Meus Prêmios Nick                      | 2020                                      | Fandom dell'anno                                        | Blackpink                         | Candidato/a     | [ 74 ] [ 75 ]           |
| Meus Prêmios Nick                      | 2020                                      | Hit internazionale preferita                            | "How You Like That"               | Candidato/a     | [ 74 ] [ 75 ]           |
| Mnet Asian Music Award                 | 2016                                      | Miglior video musicale                                  | "Whistle"                         | Vincitore/trice | [ 76 ]                  |
| Mnet Asian Music Award                 | 2016                                      | Best of Next Female Artist                              | Blackpink                         | Vincitore/trice | [ 76 ]                  |
| Mnet Asian Music Award                 | 2016                                      | Miglior nuovo artista – gruppi femminili                | Blackpink                         | Candidato/a     | [ 77 ]                  |
| Mnet Asian Music Award                 | 2016                                      | Artista globale preferito per iQiYi                     | Blackpink                         | Candidato/a     | [ 78 ]                  |
| Mnet Asian Music Award                 | 2017                                      |                                                         | Blackpink                         |                 |                         |
| Mnet Asian Music Award                 | Miglior gruppo femminile                  | Candidato/a                                             | Blackpink                         | [ 79 ]          |                         |
| Mnet Asian Music Award                 | Stella K-pop preferita del 2017 per Qoo10 | Candidato/a                                             | Blackpink                         | [ 80 ]          |                         |
| Mnet Asian Music Award                 | 2018                                      | Worldwide Fans' Choice Top 10                           | Blackpink                         | Vincitore/trice | [ 81 ]                  |
| Mnet Asian Music Award                 | 2018                                      | Artista dell'anno                                       | Blackpink                         | Candidato/a     | [ 82 ]                  |
| Mnet Asian Music Award                 | 2018                                      | Miglior esibizione di ballo – gruppi femminili          | "Ddu-Du Ddu-Du"                   | Candidato/a     | [ 82 ]                  |
| Mnet Asian Music Award                 | 2018                                      | Miglior gruppo femminile                                | Blackpink                         | Candidato/a     | [ 82 ]                  |
| Mnet Asian Music Award                 | 2018                                      | Miglior video musicale                                  | "Ddu-Du Ddu-Du"                   | Candidato/a     | [ 82 ]                  |
| Mnet Asian Music Award                 | 2018                                      | Miglior artista dance (donne)                           | Blackpink                         | Candidato/a     | [ 82 ]                  |
| Mnet Asian Music Award                 | 2018                                      | Canzone dell'anno                                       | "Ddu-Du Ddu-Du"                   | Candidato/a     | [ 82 ]                  |
| Mnet Asian Music Award                 | 2018                                      | Icona globale dell'anno                                 | Blackpink                         | Candidato/a     | [ 82 ]                  |
| Mnet Asian Music Award                 | 2019                                      | Top 10 mondiale scelta dai fan                          | Blackpink                         | Vincitore/trice | [ 83 ]                  |
| Mnet Asian Music Award                 | 2019                                      | Album dell'anno                                         | Kill This Love                    | Candidato/a     |                         |
| Mnet Asian Music Award                 | 2019                                      | Artista dell'anno                                       | Blackpink                         | Candidato/a     | [ 84 ]                  |
| Mnet Asian Music Award                 | 2019                                      | Miglior esibizione di ballo – gruppi femminili          | "Kill This Love"                  | Candidato/a     | [ 84 ]                  |
| Mnet Asian Music Award                 | 2019                                      | Miglior gruppo femminile                                | Blackpink                         | Candidato/a     | [ 84 ]                  |
| Mnet Asian Music Award                 | 2019                                      | Artista femminile preferito del 2019 per Qoo10          | Blackpink                         | Candidato/a     |                         |
| Mnet Asian Music Award                 | 2019                                      | Canzone dell'anno                                       | "Kill This Love"                  | Candidato/a     | [ 84 ]                  |
| Mnet Asian Music Award                 | 2019                                      | Icona globale dell'anno                                 | Blackpink                         | Candidato/a     |                         |
| Mnet Asian Music Award                 | 2020                                      | 2020 Visionary                                          | Blackpink                         | Vincitore/trice | [ 85 ]                  |
| Mnet Asian Music Award                 | 2020                                      | Miglior esibizione di ballo – gruppi femminili          | "How You Like That"               | Vincitore/trice | [ 86 ]                  |
| Mnet Asian Music Award                 | 2020                                      | Miglior gruppo femminile                                | Blackpink                         | Vincitore/trice | [ 86 ]                  |
| Mnet Asian Music Award                 | 2020                                      | Top 10 mondiale scelta dai fan                          | Blackpink                         | Vincitore/trice | [ 86 ]                  |
| Mnet Asian Music Award                 | 2020                                      | Album dell'anno                                         | The Album                         | Candidato/a     | [ 87 ]                  |
| Mnet Asian Music Award                 | 2020                                      | Artista dell'anno                                       | Blackpink                         | Candidato/a     | [ 88 ]                  |
| Mnet Asian Music Award                 | 2020                                      | Canzone dell'anno                                       | "How You Like That"               | Candidato/a     | [ 88 ]                  |
| MTV Europe Music Award                 | 2019                                      | Miglior gruppo                                          | Blackpink                         | Candidato/a     | [ 89 ]                  |
| MTV Europe Music Award                 | 2020                                      | Miglior collaborazione                                  | "Ice Cream" (con Selena Gomez)    | Candidato/a     | [ 90 ]                  |
| MTV Europe Music Award                 | 2020                                      | Miglior gruppo                                          | Blackpink                         | Candidato/a     | [ 90 ]                  |
| MTV Europe Music Award                 | 2020                                      | Biggest Fans                                            | Blackpink                         | Candidato/a     | [ 90 ]                  |
| MTV Millennial Award                   | 2019                                      | Esplosione K-pop                                        | Blackpink                         | Candidato/a     | [ 91 ]                  |
| Prêmios MTV MIAW                       | 2019                                      | Esplosione K-pop                                        | Blackpink                         | Candidato/a     | [ 94 ]                  |
| Prêmios MTV MIAW                       | 2019                                      | Fandom dell'anno                                        | Blackpink                         | Candidato/a     | [ 94 ]                  |
| Prêmios MTV MIAW                       | 2020                                      | Collaborazione internazionale                           | "Sour Candy" (con Lady Gaga)      | Vincitore/trice | [ 95 ]                  |
| Prêmios MTV MIAW                       | 2020                                      | Fandom dell'anno                                        | Blackpink                         | Candidato/a     | [ 96 ]                  |
| MTV Video Music Award                  | 2019                                      | Miglior gruppo                                          | Blackpink                         | Candidato/a     | [ 97 ]                  |
| MTV Video Music Award                  | 2019                                      | Miglior K-pop                                           | "Kill This Love"                  | Candidato/a     | [ 98 ]                  |
| MTV Video Music Award                  | 2020                                      | Canzone dell'estate                                     | "How You Like That"               | Vincitore/trice | [ 99 ]                  |
| MTV Video Music Award                  | 2020                                      | Miglior gruppo                                          | Blackpink                         | Candidato/a     | [ 100 ]                 |
| MTV Video Music Awards Japan           | 2018                                      | Miglior ballo                                           | "Ddu-Du Ddu-Du"                   | Vincitore/trice | [ 101 ]                 |
| Nickelodeon Kids' Choice Award         | 2019                                      | Stella della musica globale preferita                   | Blackpink                         | Candidato/a     | [ 102 ]                 |
| Kids' Choice Awards México             | 2019                                      | Artista o gruppo internazionale preferito               | Blackpink                         | Candidato/a     | [ 103 ]                 |
| Kids' Choice Awards México             | 2019                                      | Miglior fandom                                          | Blackpink                         | Candidato/a     | [ 103 ]                 |
| Prêmio Anual K4US                      | 2020                                      | Miglior gruppo femminile dell'anno                      | Blackpink                         | Vincitore/trice | [ 104 ]                 |
| Prêmio Anual K4US                      | 2020                                      | Video musicale dell'anno                                | "Lovesick Girls"                  | Vincitore/trice | [ 104 ]                 |
| Prêmio Anual K4US                      | 2020                                      | Miglior collaborazione dell'anno                        | "Ice Cream" (con Selena Gomez)    | Vincitore/trice | [ 104 ]                 |
| QQ Music Boom Boom Awards              | 2020                                      | Gruppo d'oltremare più popolare                         | Blackpink                         | Vincitore/trice | [ 105 ] [ 106 ] [ 107 ] |
| Seoul Music Award                      | 2017                                      | Nuovo artista dell'anno                                 | Blackpink                         | Vincitore/trice | [ 108 ]                 |
| Seoul Music Award                      | 2017                                      | Premio Bonsang                                          | Blackpink                         | Candidato/a     | [ 109 ]                 |
| Seoul Music Award                      | 2017                                      | Premio K-Wave                                           | Blackpink                         | Candidato/a     | [ 110 ]                 |
| Seoul Music Award                      | 2017                                      | Premio popolarità                                       | Blackpink                         | Candidato/a     | [ 110 ]                 |
| Seoul Music Award                      | 2018                                      | Premio Bonsang                                          | Blackpink                         | Vincitore/trice | [ 111 ]                 |
| Seoul Music Award                      | 2018                                      | Premio Daesang                                          | Blackpink                         | Candidato/a     | [ 112 ]                 |
| Seoul Music Award                      | 2018                                      | Premio K-Wave                                           | Blackpink                         | Candidato/a     | [ 112 ]                 |
| Seoul Music Award                      | 2018                                      | Premio popolarità                                       | Blackpink                         | Candidato/a     | [ 112 ]                 |
| Seoul Music Award                      | 2019                                      | Premio Bonsang                                          | Blackpink                         | Candidato/a     | [ 113 ]                 |
| Seoul Music Award                      | 2019                                      | Premio K-Wave                                           | Blackpink                         | Candidato/a     | [ 113 ]                 |
| Seoul Music Award                      | 2019                                      | Premio popolarità                                       | Blackpink                         | Candidato/a     | [ 113 ]                 |
| Seoul Music Award                      | 2020                                      | Premio Bonsang                                          | "Kill This Love"                  | Candidato/a     | [ 114 ]                 |
| Seoul Music Award                      | 2020                                      | Premio K-Wave                                           | Blackpink                         | Candidato/a     | [ 114 ]                 |
| Seoul Music Award                      | 2020                                      | Premio popolarità                                       | Blackpink                         | Candidato/a     | [ 114 ]                 |
| Seoul Music Award                      | 2020                                      | Premio artista K-pop più popolare su QQ Music           | Blackpink                         | Candidato/a     | [ 115 ]                 |
| Seoul Music Award                      | 2021                                      | Premio Bonsang                                          | "How You Like That"               | In attesa       | [ 116 ]                 |
| Seoul Music Award                      | 2021                                      | Fan PD Artist Award                                     | Blackpink                         | In attesa       | [ 117 ]                 |
| Seoul Music Award                      | 2021                                      | Premio K-Wave                                           | Blackpink                         | In attesa       | [ 116 ]                 |
| Seoul Music Award                      | 2021                                      | Premio popolarità                                       | Blackpink                         | In attesa       | [ 116 ]                 |
| Seoul Music Award                      | 2021                                      | WhosFandom Award                                        | Blackpink                         | In attesa       | [ 118 ]                 |
| Shorty Award                           | 2019                                      | Il meglio nella musica                                  | Blackpink                         | Vincitore/trice | [ 119 ]                 |
| Soompi Award                           | 2017                                      | Principiante dell'anno                                  | Blackpink                         | Vincitore/trice | [ 120 ]                 |
| Soompi Award                           | 2018                                      | Miglior gruppo femminile                                | Blackpink                         | Candidato/a     | [ 121 ]                 |
| Soompi Award                           | 2019                                      | Miglior gruppo femminile                                | Blackpink                         | Vincitore/trice | [ 122 ]                 |
| Soribada Best K-Music Award            | 2017                                      | Premio Bonsang                                          | Blackpink                         | Candidato/a     | [ 123 ]                 |
| Soribada Best K-Music Award            | 2017                                      | Premio popolarità                                       | Blackpink                         | Candidato/a     | [ 123 ]                 |
| Soribada Best K-Music Award            | 2018                                      | Premio Bonsang                                          | Blackpink                         | Candidato/a     |                         |
| Soribada Best K-Music Award            | 2018                                      | Premio fandom globale                                   | Blackpink                         | Candidato/a     |                         |
| Soribada Best K-Music Award            | 2018                                      | Premio popolarità (donne)                               | Blackpink                         | Candidato/a     |                         |
| Soribada Best K-Music Award            | 2019                                      | Premii Bonsang                                          | Blackpink                         | Candidato/a     | [ 124 ]                 |
| Soribada Best K-Music Award            | 2019                                      | Premio popolarità (donne)                               | Blackpink                         | Candidato/a     | [ 124 ]                 |
| Soribada Best K-Music Award            | 2020                                      | Premio popolarità (donne)                               | Blackpink                         | Candidato/a     | [ 125 ]                 |
| Spotify Award                          | 2020                                      | Artista K-pop più ascoltato (donna)                     | Blackpink                         | Vincitore/trice | [ 128 ]                 |
| Teen Choice Awards                     | 2018                                      | Miglior fandom                                          | Blackpink                         | Candidato/a     | [ 129 ]                 |
| Teen Choice Awards                     | 2018                                      | Miglior artista internazionale                          | Blackpink                         | Candidato/a     | [ 129 ]                 |
| Teen Choice Awards                     | 2018                                      | Choice Next Big Thing                                   | Blackpink                         | Candidato/a     | [ 129 ]                 |
| Teen Choice Awards                     | 2019                                      | Miglior brano di un gruppo                              | "Ddu-Du Ddu-Du                    | Vincitore/trice | [ 130 ]                 |
| Teen Choice Awards                     | 2019                                      | Miglior fandom                                          | Blackpink                         | Candidato/a     | [ 131 ]                 |
| Teen Choice Awards                     | 2019                                      | Miglior artista internazionale preferito                | Blackpink                         | Candidato/a     | [ 131 ]                 |
| Teen Choice Awards                     | 2019                                      | Miglior tour estivo                                     | Blackpink World Tour in Your Area | Candidato/a     | [ 131 ]                 |
| Telehit Award                          | 2019                                      | Miglior K-pop dell'anno                                 | Blackpink                         | Candidato/a     | [ 132 ]                 |
| Tencent Music Entertainment Award      | 2019                                      | Miglior artista coreano e giapponese dell'anno          | Blackpink                         | Vincitore/trice | [ 133 ]                 |
| Variety Hitmakers                      | 2020                                      | Gruppo dell'anno                                        | Blackpink                         | Vincitore/trice | [ 134 ]                 |
| V Live Award                           | 2017                                      | Top 5 globale dei principianti                          | Blackpink                         | Vincitore/trice | [ 135 ]                 |
| V Live Award                           | 2018                                      | Top 10 globale degli artisti                            | Blackpink                         | Vincitore/trice |                         |
| V Live Award                           | 2019                                      | Top 10 globale degli artisti                            | Blackpink                         | Vincitore/trice | [ 136 ]                 |
| V Live Award                           | 2019                                      | Top 12 globale degli artisti                            | Blackpink                         | Vincitore/trice | [ 137 ]                 |
| V Live Award                           | 2019                                      | Miglior canale – 3 milioni di followers                 | Blackpink                         | Candidato/a     |                         |
| V Live Award                           | 2019                                      | Artista più amato                                       | Blackpink                         | Candidato/a     |                         |
| WOWIE Awards                           | 2020                                      | Collaborazione eccezionale                              | "Sour Candy" (con Lady Gaga)      | Vincitore/trice | [ 138 ]                 |

## Altri riconoscimenti

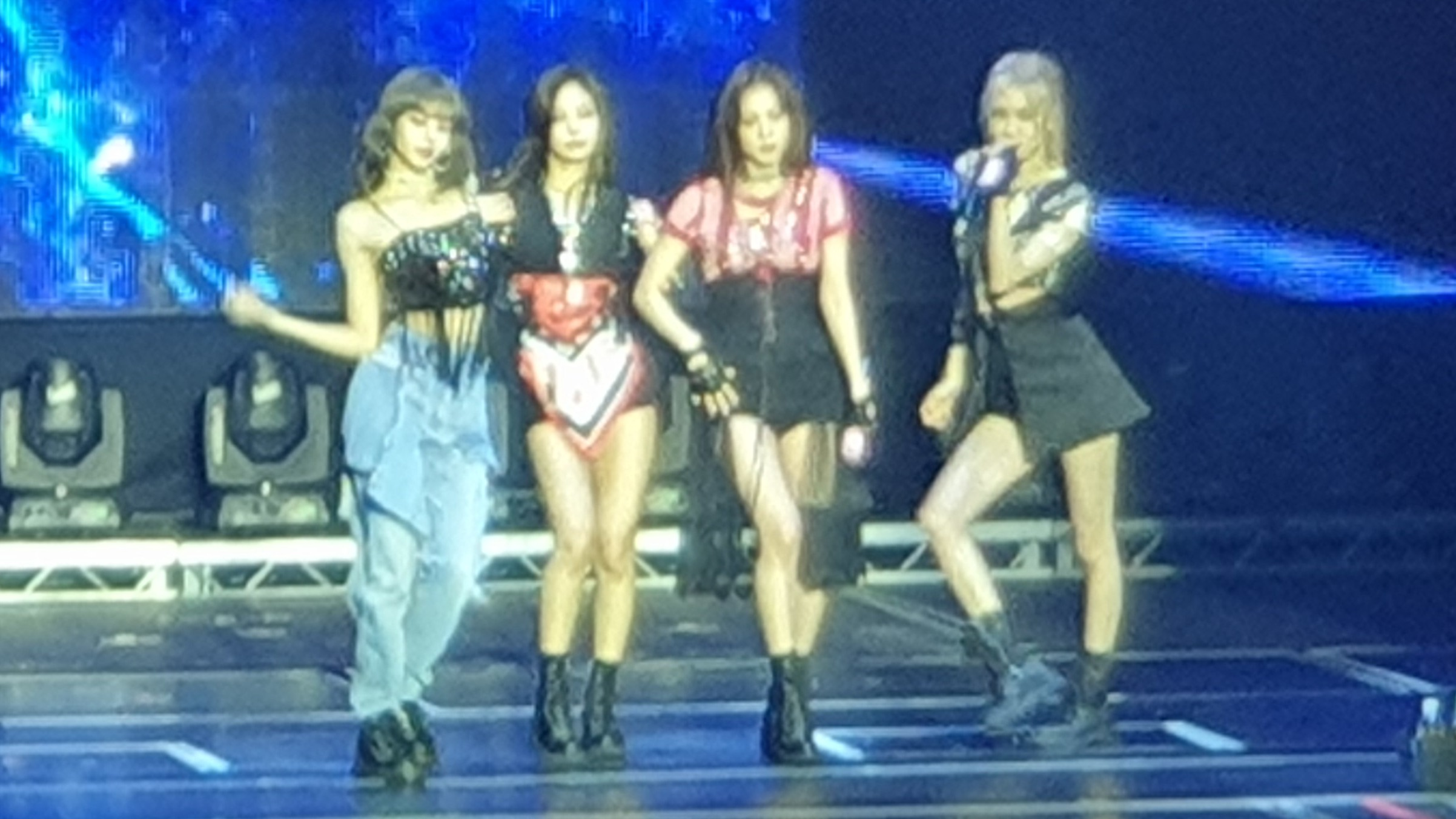
Le Blackpink eseguono Kill This Love ad Amsterdam il 18 maggio 2019

### Liste
| Pubblicazione | Anno | Lista                                                         | Posizione    | Fonti   |
| ------------- | ---- | ------------------------------------------------------------- | ------------ | ------- |
| Forbes        | 2019 | Korea Power Celebrity                                         | 1            | [ 139 ] |
| Forbes        | 2019 | 30 Under 30 (Asia)                                            | Classificate | [ 140 ] |
| Forbes        | 2020 | Korea Power Celebrity                                         | 3            | [ 141 ] |
| Forbes        | 2020 | 100 Digital Stars (Asia)                                      | Classificate | [ 142 ] |
| Gold House    | 2020 | A100 List                                                     | Classificate | [ 144 ] |
| Sisa Journal  | 2020 | I 100 leader della nuova generazione – settore cultura e arte | 3            | [ 149 ] |
| Time          | 2019 | Time 100                                                      | Classificate | [ 150 ] |
| Variety       | 2020 | Power of Young Hollywood                                      | 4            | [ 151 ] |

### Guinness dei primati
Secondo il Guinness dei primati, il singolo delle Blackpink del 2019, Kill This Love, ha avuto solo una fugace comprensione dei tre titoli dei video di YouTube per una sola settimana prima di essere rapidamente superato dai BTS con Boy with Luv.
Come tale, mentre l'ente aggiudicatore ha riconosciuto il breve periodo di conservazione, il video non è mai stato certificato come detentore del record mondiale ufficiale.
| Pubblicazione        | Anno | Primato                                                                  | Detentore           | Fonti   |
| -------------------- | ---- | ------------------------------------------------------------------------ | ------------------- | ------- |
| Guinness dei primati | 2020 | Video più visto su YouTube in 24 ore                                     | "How You Like That" | [ 152 ] |
| Guinness dei primati | 2020 | Video musicale più visto su YouTube in 24 ore                            | "How You Like That" | [ 152 ] |
| Guinness dei primati | 2020 | Video musicale di un gruppo K-pop più visto su YouTube in 24 ore         | "How You Like That" | [ 152 ] |
| Guinness dei primati | 2020 | Anteprima live per un video musicale più seguita nella storia di YouTube | "How You Like That" | [ 152 ] |
| Guinness dei primati | 2020 | Anteprima live per un video musicale più seguita nella storia di YouTube | "How You Like That" | [ 152 ] |

## Annotazioni
1. ↑  Gli Elle Style Award sono stati inaugurati nel 2017 da Elle Korea in commemorazione del 25º anniversario della rivista. I premi celebrano le figure domestiche più influenti nei settori della moda, della cultura e dell'arte. I candidati sono raccomandati da persone che hanno anche contribuito a definire gli stili della Corea del Sud all'interno di questi ambienti. I vincitori finali sono scelti da esperti giudici del settore.[21][22]
2. ↑  Ospitato dal Korea Consumer Brand Committee e dal Korea Consumer Forum, il Korea First Brand Award basa i suoi vincitori su un sondaggio nazionale della Corea del Sud.[57]
3. ↑  Creati nel 2018 dalla Korea Singers Association, Korea Entertainment Producer's Association, Recording Industry Association of Korea, Federation of Korean Music Performers e dalla Korea Music Copyright Association, il Korea Popular Music Awards è progettato per onorare i leader dell'ondata hallyu.[59]
4. ↑  I Prêmios MTV MIAW sono la versione brasiliana degli MTV Millennial Award, istituita nel 2018 da MTV (Brasile).[92][93]
5. ↑  Gli Spotify Awards sono stati annunciati a novembre 2019 con lo spettacolo inaugurale che si è tenuto a marzo 2020 a Città del Messico, il più grande mercato unico della piattaforma. I candidati e i vincitori in oltre 50 categorie, tra cui Artist of The Year e Emerging Artist, si basano su dati di vendita, streaming e coinvolgimento degli utenti.[126][127]
6. ↑  La A100 List onora gli asiatici, gli asiatici-americani e gli isolani del Pacifico (AAPI) più influenti nel campo della cultura ogni maggio per il Mese dell'Eredità degli AAPI.[143]
7. ↑  Il Sisa Journal è uno dei principali settimanali coreani,[145] fondato nel 1989.[146] La sua annuale ricerca "Chi fa muovere la Corea", condotta da mille esperti in dieci campi diversi, determina le figure più influenti del Paese ed evidenzia i leader della prossima generazione in Corea.[147][148]